# Rejane Faria
Rejane Faria (Belo Horizonte, 13 de abril de 1961), é uma atriz, diretora, e professora de teatro brasileira. Formada em Teatro pela UFMG e graduada também no curso de Artes Cênicas - Aperfeiçoamento do Comunicador, no UNI-BH, ela se destaca na cena do cinema mineiro e da renovação das grandes atrizes negras no país.

## Biografia
Rejane Faria nasceu no dia 13 de abril de 1961, em Belo Horizonte. Foi cantora e vocalista de uma banda de pop rock e funcionária pública. Aos 32 anos, descobriu o teatro dos Correios (teatro corporativo), no qual fez sua estreia como atriz. 

## Carreira
Depois da sua estreia no teatro dos Correios, em 2006 entrou na Universidade Federal de Minas Gerais onde realizou sua graduação em Teatro. Lá conheceu atores de cena contemporânea e fundou o Grupo Quatroloscinco - Teatro do Comum (2007 - até os dias atuais). Também dirigiu o Grupo de Teatro dos Correios de Minas Gerais, onde também foi Supervisora Sociocultural (2005-2017). Integrou a Cia. Móvel de Teatro, dirigida por Luiz Arthur e Mônica Ribeiro. 
Sua estreia nos cinemas aconteceu em 2014, com o filme Quinze, da produtora Filmes de Plástico. Em 2015, recebeu o prêmio de Melhor Atriz no Festival Guarnicê de Cinema, no Maranhão, pela atuação no curta Rapsódia para um homem negro (2015), de Gabriel Martins. Hoje conta com mais de 22 produções audiovisuais entre cinema, TV e publicidade. 
Rejane foi celebrada pela 2ª Semana de Cinema Negro de Belo Horizonte e na 16ª edição da CineBH – Mostra Internacional de Cinema de Belo Horizonte. O evento exibiu, ao todo, oito filmes em que a atriz atua: seis curtas – “Levantar de um Golpe”, “Nada”, “Quinze”, “Vitória”, “Rapsódia para um Homem Negro” e “Super Estrela Prateada” –, além dos longas “Temporada” e o premiado “Marte Um”, escolhido para ser o representante do Brasil na disputa por uma vaga no Oscar do ano que vem.
Recebeu os prêmios: Sinparc de Melhor Atriz Coadjuvante, 2010; Melhor Atriz no Festival Guarnicê de Cinema do Maranhão, 2016; dois prêmios Sinparc de Melhor Atriz, 2017 e 2020; Melhor Atriz no Festival CineTamoio, 2020; e Menção Honrosa de Melhor Atriz no GIMFA - Gralha International Monthly Film Awards, 2020.

## Filmografia

### Cinema
| Ano  | Título                              | Personagem           | Notas          |
| ---- | ----------------------------------- | -------------------- | -------------- |
| 2015 | Rapsódia para um homem negro        |                      | Curta-metragem |
| 2015 | Quinze                              |                      | Curta-metragem |
| 2017 | Nada                                | Cecília              | Curta-metragem |
| 2017 | Temporada                           | Lucia                |                |
| 2018 | Super Estrela Prateada              | Virgínia             | Curta-metragem |
| 2018 | Vitória                             |                      | Curta-metragem |
| 2019 | No Coração do Mundo                 | Jacira               |                |
| 2020 | Levantar de Um Golpe                |                      |                |
| 2022 | Paterno                             |                      |                |
| 2022 | Marte Um                            | Tércia               |                |
| 2023 | Um Ano Inesquecível - Primavera     | Diretora Marlene     |                |
| 2023 | Chef Jack: O Cozinheiro Aventureiro | Adaeze               |                |
| 2024 | Ninguém Sai Vivo Daqui              |                      | [ 8 ]          |
| 2024 | Levante                             | Doutora Rejane       |                |
| 2025 | Confia: Sonhos de Cria              | Dona Mirtes Oliveira |                |

### Televisão
| Ano     | Título             | Personagem                  | Notas                                         |
| ------- | ------------------ | --------------------------- | --------------------------------------------- |
| 2021    | Colônia            | Wanda                       |                                               |
| 2021    | Segunda Chamada    | Néia (Ednéia Dias de Matos) | Temporada 2                                   |
| 2023    | Notícias Populares | Marina                      |                                               |
| 2024    | Sutura             | Dalva Dias                  |                                               |
| 2025    | Vale Tudo          | Marisa                      | Episódios: "31 de março –1 de abril"          |
| 2025    | Pablo & Luisão     | Tia Vera                    | Episódios: "Tia Vera" e "O Enterro do Tio Zé" |
| 2025–26 | Três Graças        |                             |                                               |

## Teatro
| Ano  | Obra                                        | Título                       |
| ---- | ------------------------------------------- | ---------------------------- |
| 2009 | É só uma formalidade (Grupo QuatroLosCinco) | Dramaturga, diretora e atriz |
| 2011 | Outro Lado (Grupo QuatroLosCinco)           | Diretora e atriz             |
| 2014 | Humor (Grupo QuatroLosCinco)                | Diretora e atriz             |
| 2015 | Ignorância (Grupo QuatroLosCinco)           | Atriz                        |
| 2016 | Fauna (Grupo QuatroLosCinco)                | Assistência de direção       |
| 2019 | Tragédia (Grupo QuatroLosCinco)             | Atriz                        |

## Prêmios
- Melhor Atriz Coadjuvante - (2010) 
 Sinparc
- Melhor Atriz - (2015) 
 Festival Guarnicê de Cinema
- Melhor Atriz - (2017, 2020) 
 Sinparc
- Melhor Atriz - (2020) 
 Festival CineTamoio
- Menção Honrosa de Melhor Atriz - (2020) 
 Gralha International Monthly Film Awards
- Melhor Atriz Nacional (júri) - 2023 
 Marte Um - Festival Sesc Melhores Filmes[12]